# Piumo
Piumo är en ort i Mexiko.   Den ligger i kommunen Madero och delstaten Michoacán de Ocampo, i den södra delen av landet, 210 km väster om huvudstaden Mexico City. Piumo ligger 1 700 meter över havet och antalet invånare är 145.
Terrängen runt Piumo är lite bergig. Runt Piumo är det glesbefolkat, med 16 invånare per kvadratkilometer. Närmaste större samhälle är Acuitzio del Canje, 19,4 km väster om Piumo. I omgivningarna runt Piumo växer huvudsakligen savannskog.